# Setocerura maruiensis
Setocerura maruiensis är en urinsektsart som först beskrevs av John Tenison Salmon 1941.  Setocerura maruiensis ingår i släktet Setocerura och familjen Isotomidae. Inga underarter finns listade i Catalogue of Life.